# Papete (calçado)
Papete é um modelo de calçado derivado da sandália. É normalmente utilizado em dias quentes, por facilitar a transpiração, principalmente em caminhadas curtas e na praia.